# Ciplji
Ciplji (znanstveno ime Mugilidae) so družina morskih rib, ki je razširjena v obalnih vodah zmernega in tropskega pasu, pogosto pa zaidejo tudi v reke. Družina obsega okoli 80 vrst v 17 rodovih.
Za ciplje je značilno, da imajo dve ločeni hrbtni plavuti, s krajšo bazo sprednje. Ta vsebuje 1-5 trdih plavutnic. Prsne plavuti ležijo tik za škržnim poklopcem. Telo cipljev je čokato, bočno rahlo stisnjeno, pokrivajo pa ga velike, navadno cikloidne luske, ki segajo tudi na glavo. Na njej so velika končna usta, v katerih imajo nekatere vrste zobe, nekatere pa ne. Nekatere vrste imajo nad očesom posebno maščobno gubo. Za ciplje je značilno tudi, da nimajo pobočnice. 
Ciplji so dobri in hitri plavalci, navadno pa se, kot ostale pelaške ribe, zadržujejo v jatah. Hranijo se večinoma z nitastimi algami, pa tudi z raznimi talnimi nevretenčarji. Drstijo se spomladi v obalnih predelih morja.
Gospodarsko so izjemno pomembna družina, v obalnih predelih pa so zanimivi tudi za športne ribiče.